# 인천청년문화네트워크
인천청년문화네트워크(이하 청문넷)은 2018년 6월 설립된 학생대표단체로서, 인천주요대학인 인천대학교, 인하대학교, 가천대학교(메디컬), 인천가톨릭대학교, 겐트대학교, 유타대학교, 한국조지메이슨대학교, 한국뉴욕주립대학교 학생회장 및 부학생회장, 동아리연합회장들로 구성된모임단체이다.

## 설립목적 및 내용

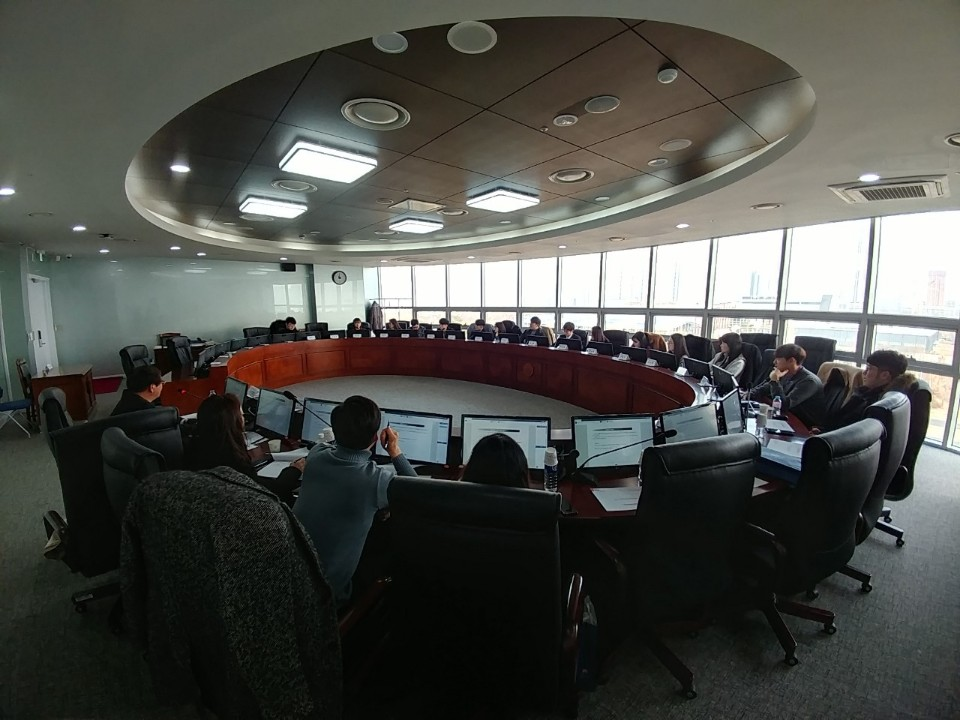
인천청년문화네트워크 정기회의

인천청년문화네트워크는 온라인 대학가 플랫폼이 되어 청년들 간에 각자의 컨텐츠를 통해 교류를 증진한다. 지역사회와 협력하여 인천만의 대학문화를 만들기 위해 같이 논의하고 있으며, 인천청년문화네트워크는 산하에 중앙위원회, 자문위원회, 감사위원회가 존재한다. 중앙위원회는 각 학교별 위원이 소속되어있으며, 자문위원회는 지역사회단체장들이 속해있다. 감사위원회는 연1회 임시조직되어 예산운영을 감사한다. 또한 실무부처로는 대외협력처, 재무처, 사무처가 존재하고 각 대학별로 협력하여 문화행사전반 관련 실무를 담당하고 있다.